# Láchar
Láchar est une municipalité située dans la partie occidentale de la comarque de Vega de Granada (province de Grenade), au sud-est de l’Espagne. Les municipalités limitrophes sont Fuente Vaqueros, Cijuela et Pinos Puente, et non loin de là Chauchina, Valderrubio et Romilla.
L’agglomération de la ville de Láchar embrasse aussi l’agglomération de la ville de Peñuelas dynamique pour ses activités de production industrielle métallurgique, et son agriculture. Les rivières Genil et Noniles, arrosent les terres fertiles de la région de Láchar.

## Histoire
Les premières traces humaines sur Vega de Granada datent de l’époque néolithique ; ce peuple sédentaire, s’établira pour chasser et cultiver sur ces terres fertiles, puis vinrent successivement les Phéniciens, les Carthaginois ainsi que les Romains. La ville de Láchar, grâce à sa situation privilégiée, c’est-à-dire, dominante et avoisinant la rivière Genil, a de tous temps, été très convoitée par les différents peuples immigrants.
L'origine du nom Lacen vient du Phénicien, puis renommé par les arabes Al-achar et pour finalement prendre le nom de Láchar. Le premier texte citant le nom de Láchar en 1431, fut l'année où le noble Álvaro de Luna attaqua la ville de Grenade.
En 1492, après la reconquête de Grenade, Ferdinand II d'Aragon et Isabelle I de Castille, rois catholiques d’Espagne offrirent une seigneurie (terre gouvernée au nom du roi) à Sieur Fernán Sánchez de Cañaveral Fernández de Cordoue fondateur du majorat et commandant de camp de Ferdinand II d'Aragon.

## Monuments

### Le château de Láchar
- Le château de Láchar, construit au XIXe siècle, est actuellement le consulat de la Guinée-Bissau.

### L'Église de Láchar
- L'Église paroissiale de Nuestra Señora del Rosario, construite au XXe siècle.

### Le pont de Láchar
Le pont, qui relie la ville de Láchar à celle de Pinos Puente, a été dessiné par le français Gustave Eiffel, pour permettre la traversée de la rivière Genil par le chemin de fer. Sa structure métallique est basée sur le même principe que la Tour Eiffel, entièrement riveté et sans aucune soudure. Actuellement[Quand ?] le pont est accessible par les véhicules à moteurs.
Don Julio Quesada-Cañaveral, Duc de San Pedro et Comte de Benalúa vivait temporairement dans la cité, et, grâce au chemin de fer, il reçut la visite de son ami Sa Majesté Alphonse XIII d’Espagne. Le duc possédait pratiquement toutes les terres de la région .

## Fêtes patronales
- Dernière semaine du mois d’août, fête de la Vierge del Rosario, patronne de la localité. Une messe est célébrée, suivie d’une procession avec l’effigie de la vierge.
- Le 15 mai se célèbre la romería populaire pour honorer le saint patron de la localité Saint Isidor Labrador, en présence de tous les forains de la région.

## Personnalités liées à la ville
- Rosa López (1981-), chanteuse et actrice[1].

## Jumelages
- Brenna (Italie)